# A Wonderful World (Susan Boyle)
A Wonderful World è il settimo album in studio della cantante britannica Susan Boyle, pubblicato nel 2016.

## Tracce
1. What a Wonderful World – 3:40 (Bob Thiele, George David Weiss)
2. When I Fall in Love (con Nat King Cole) – 3:07 (Victor Young, Edward Heyman)
3. Angels – 3:57 (Robbie Williams, Guy Chambers)
4. Somewhere Out There (con Michael Bolton) – 3:34 (James Horner, Barry Mann, Cynthia Weil)
5. I Have a Dream – 4:09 (Benny Andersson, Björn Ulvaeus)
6. Always on My Mind – 4:06 (Wayne Carson, Johnny Christopher, Mark James)
7. May You Never Be Alone – 3:51 (Patrick Mascall, Nell Bryden)
8. Mull of Kintyre – 3:38 (Paul McCartney, Denny Laine)
9. Like a Prayer – 3:22 (Madonna, Patrick Leonard)
10. When You Wish Upon a Star – 3:35 (Leigh Harline, Ned Washington)